# Вельке Дравце
Вельке Дравце (словац. Veľké Dravce) — село, громада округу Лученець, Банськобистрицький край, центральна Словаччина, регіон Новоград. Кадастрова площа громади — 9,53 км².
Населення 700 осіб (станом на 31 грудня 2017 року).

## Історія
Вельке Дравце згадуються в 1350 році.

## Географія
Протікає річка Штявиця

## Населення
| Рік:            | 1994. | 2004.   | 2014.   | 2024.   |
| --------------- | ----- | ------- | ------- | ------- |
| Кількість осіб: | 631   | 642     | 698     | 679     |
| Різниця:        |       | +1,74 % | +8,72 % | -2,72 % |

| Рік:            | 2023. | 2024.   |
| --------------- | ----- | ------- |
| Кількість осіб: | 686   | 679     |
| Різниця:        |       | -1,02 % |